# Heziloleuchter

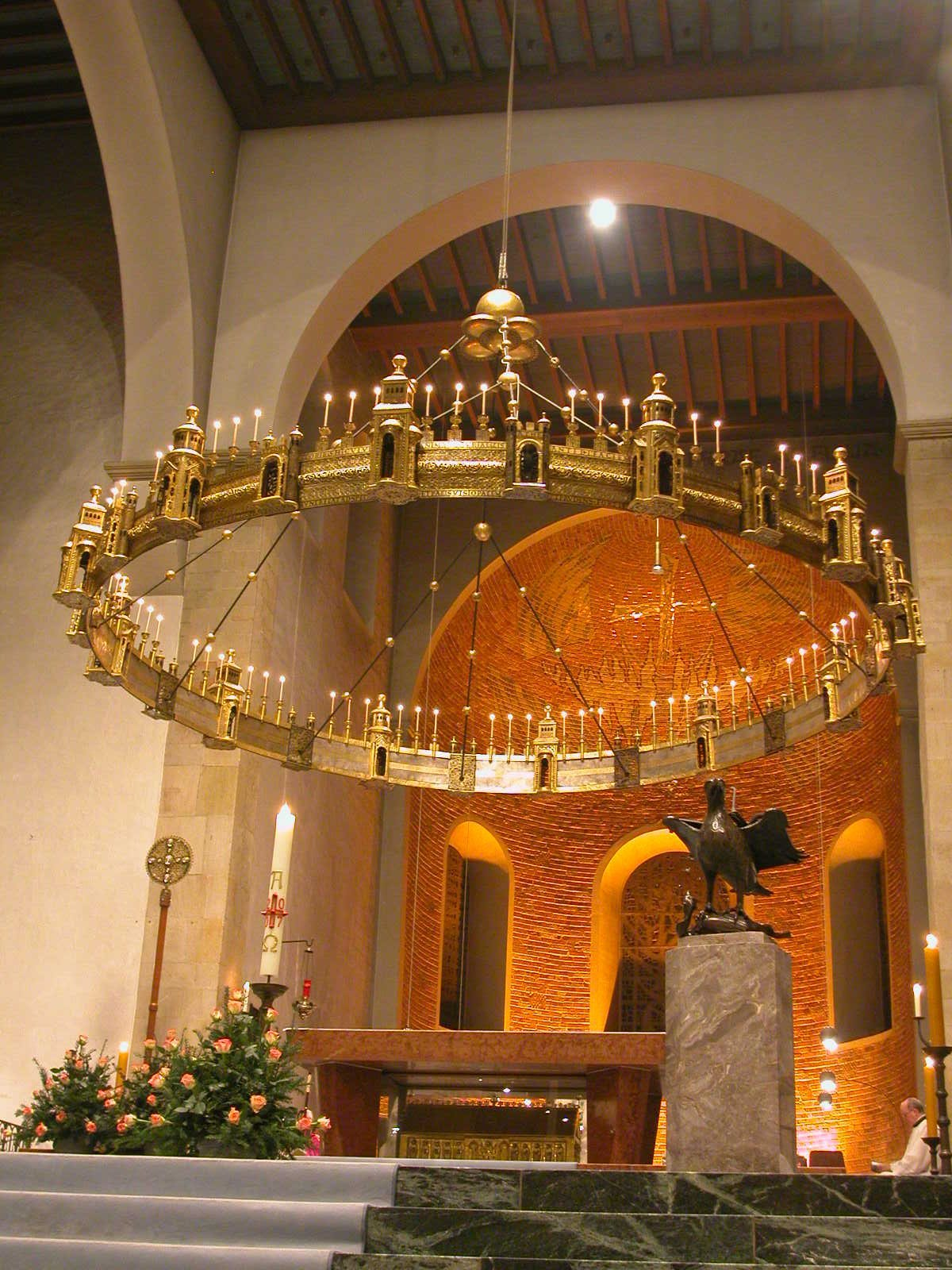
Alte Hängung: Der Heziloleuchter über dem Domaltar (1960–2010)

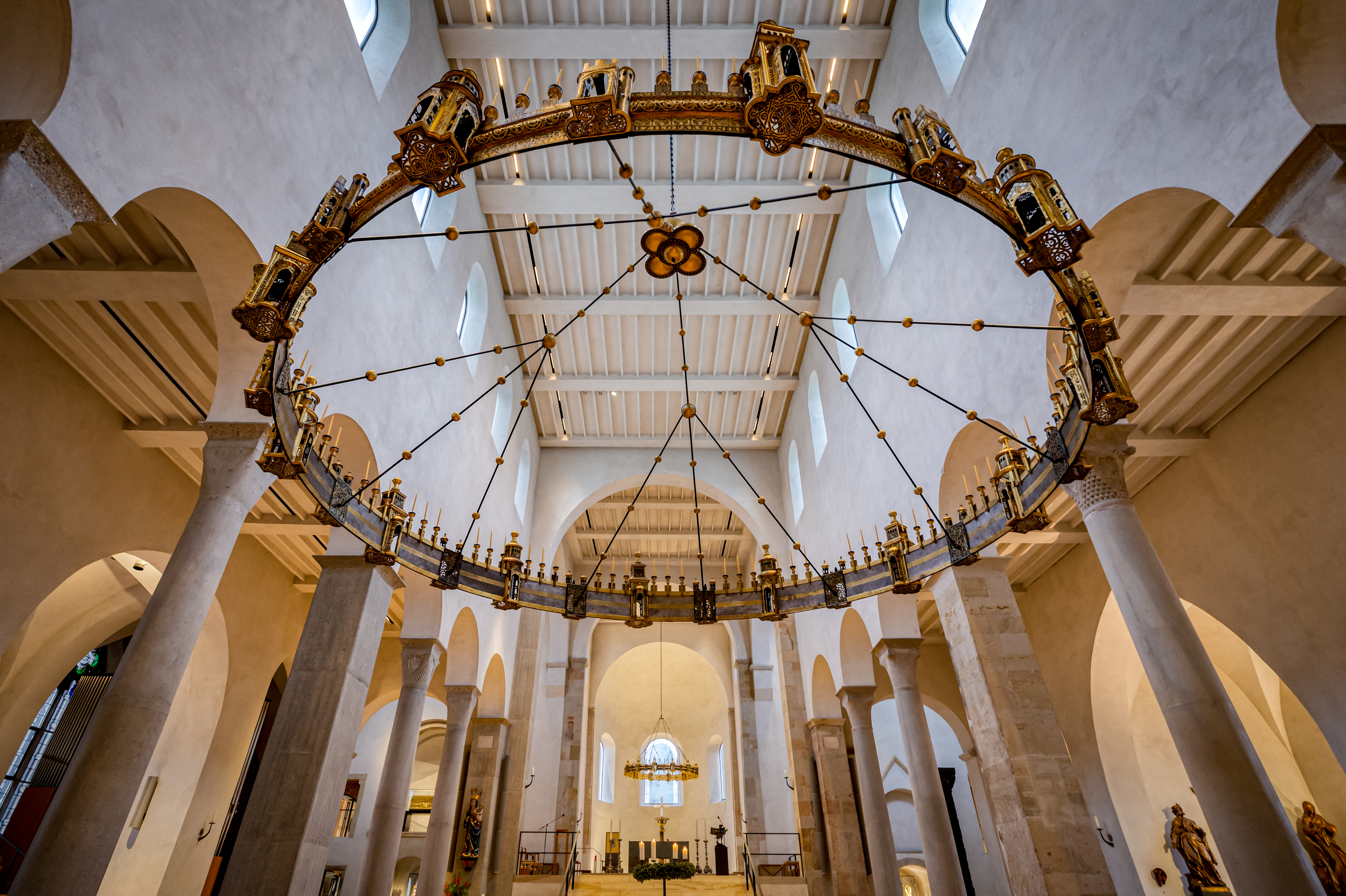
Neue Hängung: Heziloleuchter (Vordergrund) und Thietmarleuchter (Hintergrund, im Chor)

Der Heziloleuchter ist eine romanische Leuchterkrone im Hildesheimer Dom. Er wurde von Bischof Hezilo (1054–1079) gestiftet. Von Hezilo stammt vermutlich auch das Bild- und Inschriftenprogramm. Aus romanischer Zeit sind in Deutschland nur drei weitere Radleuchter erhalten: Der etwas ältere Thietmarleuchter (auch Azelinleuchter genannt), welcher ebenfalls im Hildesheimer Dom hängt, der Barbarossaleuchter im Aachener Dom und der Hartwigleuchter in der Comburger Klosterkirche. Unter ihnen ist der Heziloleuchter mit 6 m Durchmesser der größte.
Während der Sanierung des Hildesheimer Doms 2010–2014 hing der Leuchter in der Basilika St. Godehard zu Hildesheim. Seit der Renovierung ist sein Platz im Langhaus in einer Axiallinie mit der Bernwardstür, dem Bronzetaufbecken, dem Thietmarleuchter und der Irminsula, der mit einem modernen Chorkristallkreuz bekrönten Säule in der Hauptapsis.

## Beschreibung

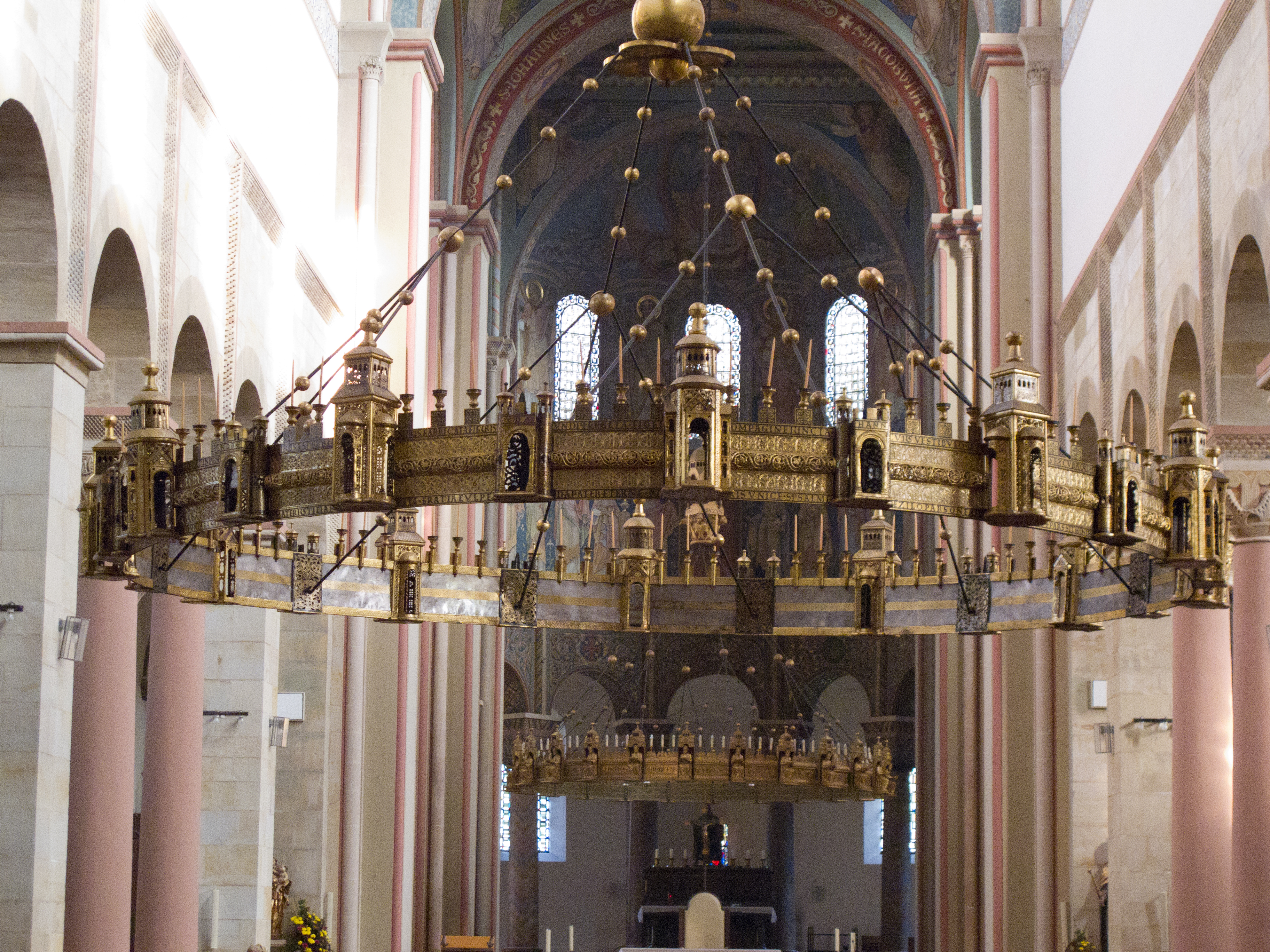
Der Heziloleuchter im Langhaus der Godehardikirche während der Domsanierung (Aufnahme 2011)

Der Heziloleuchter (links) im Langhaus, rechts die Irminsula, 1887

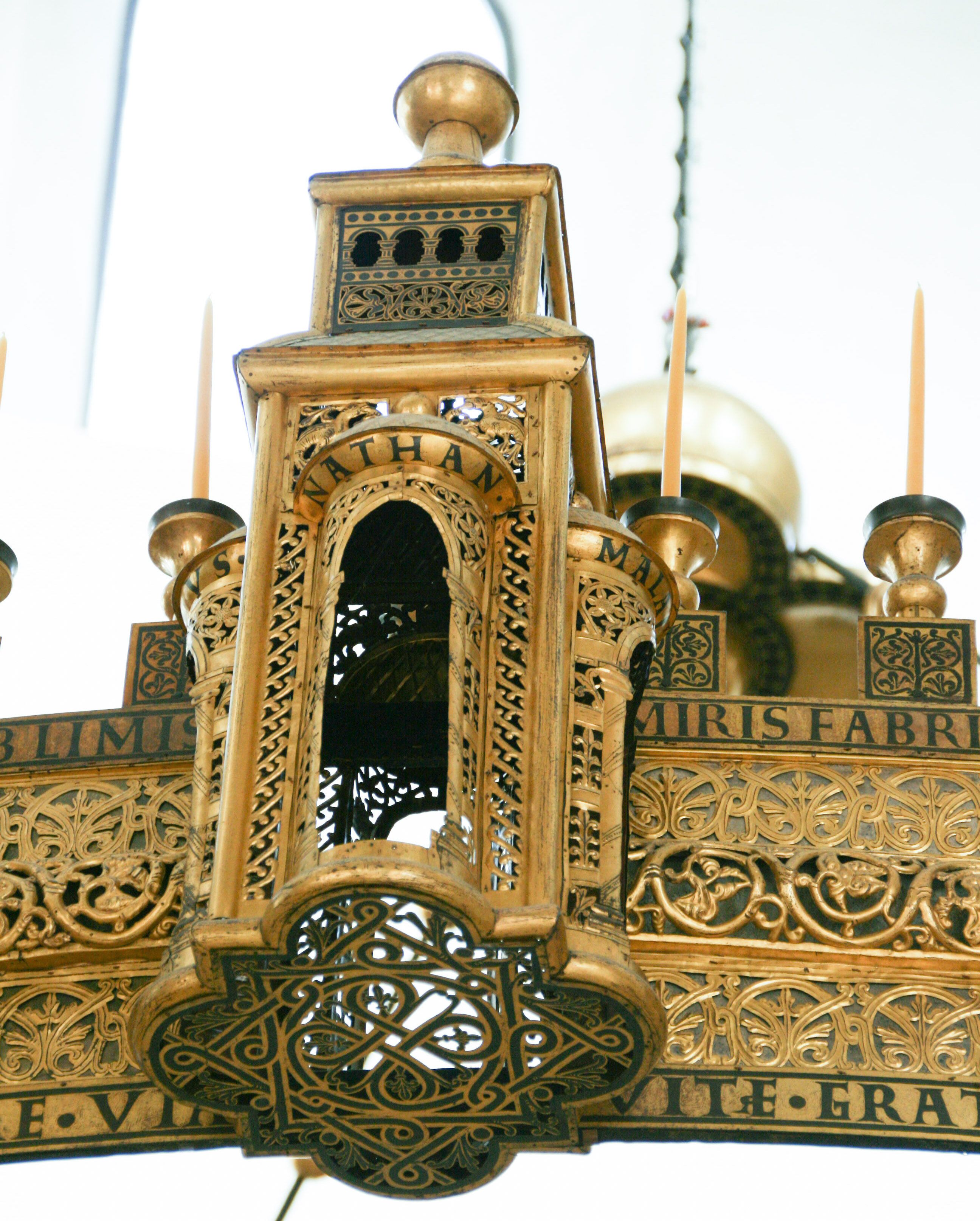
Detailaufnahme des Heziloleuchters (2016)

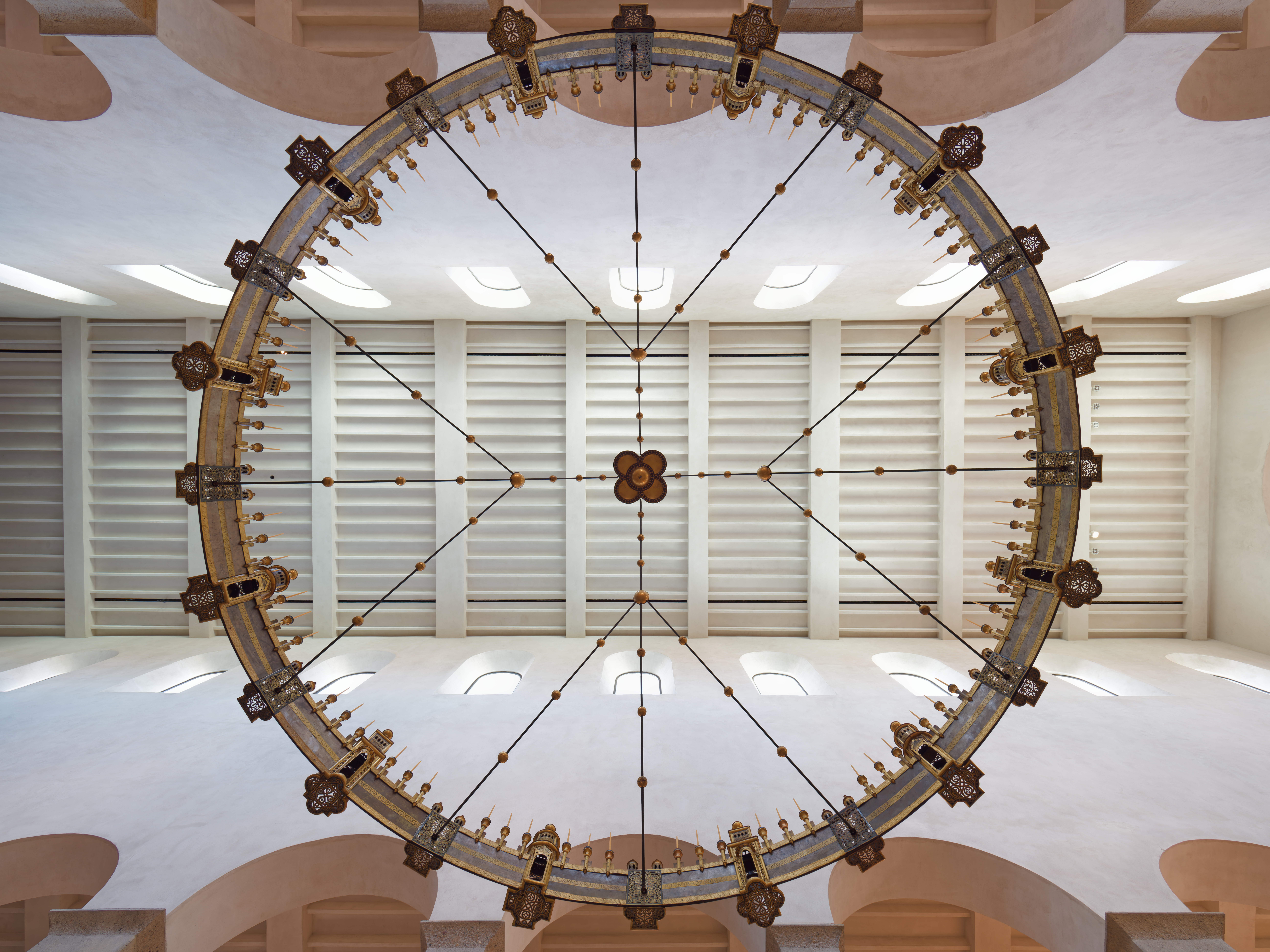
Hezilo-Radleuchter (2020)

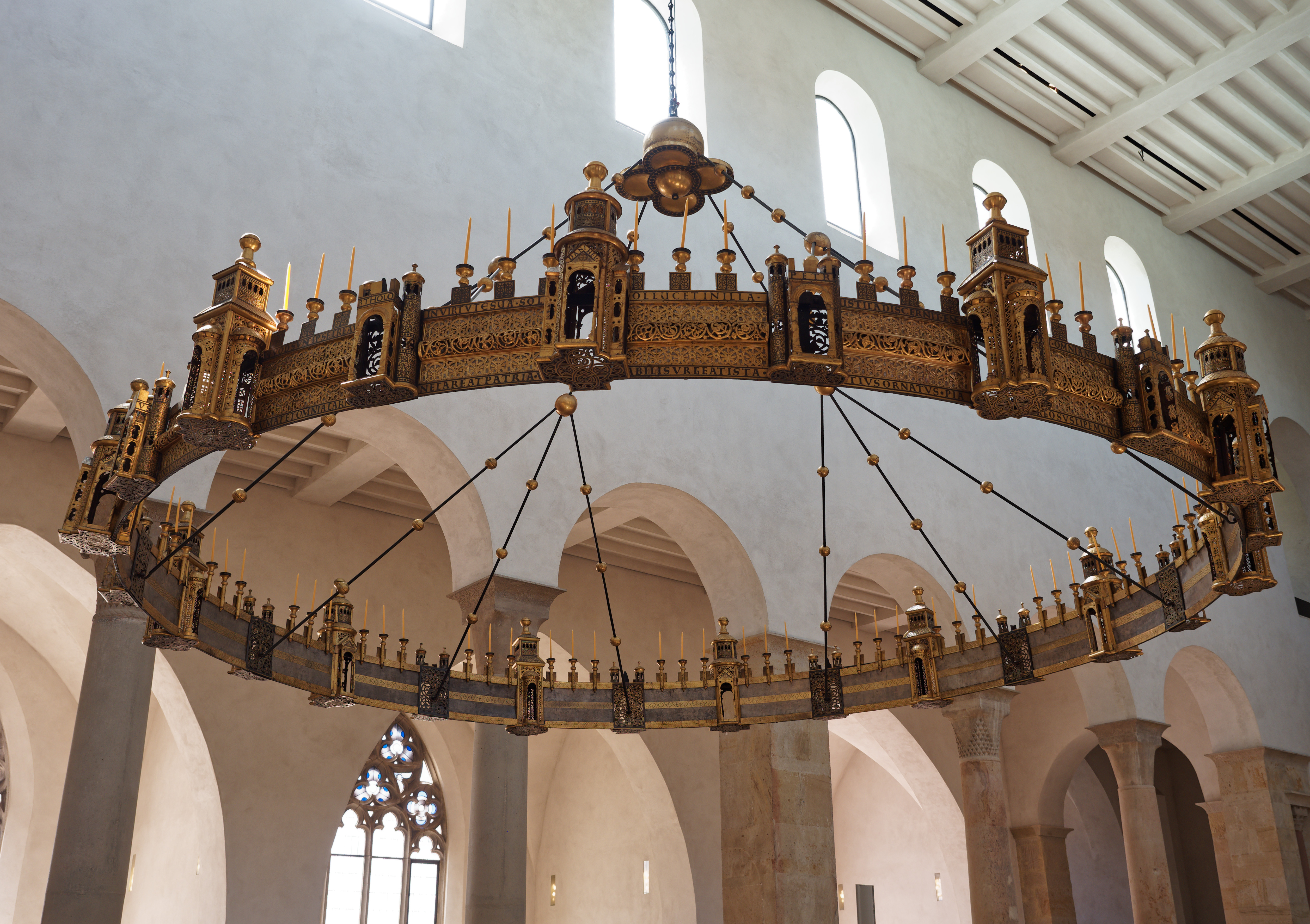
Heziloleuchter im renovierten Dom (2020)

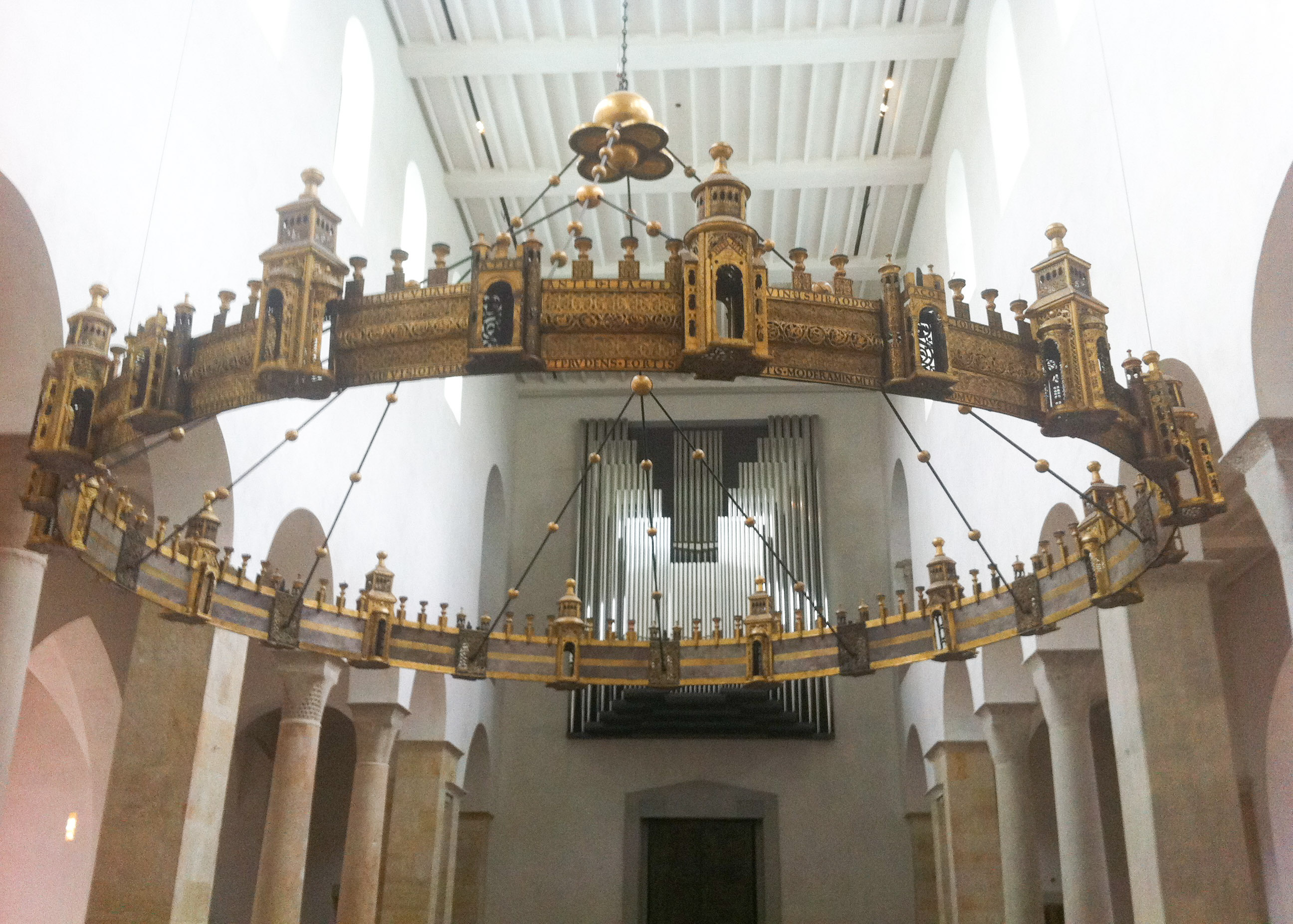
Der Heziloleuchter im Langhaus (Aufnahme 2014)

Der Heziloleuchter hat einen kreisrunden Reif von 6 m Durchmesser als Grundform. Der Reif ist aus vergoldetem Kupfer gefertigt und trägt am oberen und unteren Rand lateinische Inschriften. Der dazwischen liegende Bereich ist waagerecht in drei Felder geteilt, von denen das mittlere konvex nach außen gebogen ist. Sie sind mit durchbrochenem Blattwerk und Ranken reich verziert. Der obere Rand ist mit quadratischen Zinnen besetzt, welche die 72 Kerzen tragen.
In diesen Reif sind in abwechselnder Folge zwölf Türme und zwölf Tore eingefügt. Die Türme haben den Grundriss eines Griechischen Kreuzes mit vier Apsiden (von Turm zu Turm abwechselnd rund und rechteckig), jede mit einer Türöffnung. Nach oben tragen die Türme jeweils einen schmaleren Dachaufbau, der die Zinnen des Reifs überragt und in einer Kugelspitze endet. Möglicherweise standen in den Türmen ursprünglich kleine Statuen oder Ampeln.
Die Tore sind flach, kaum höher als der Reif und nach hinten verschlossen; dort sind die Tragseile verankert. Jedes Tor ist von zwei schmalen, ebenfalls reich ornamentierten Rundtürmen flankiert und mit Zinnen sowie dem Namenszug eines Apostels bekrönt. In der Toröffnung stand vermutlich eine Apostelfigur.
In der Mitte hing einst eine große Ampel an einer Kette herunter.

## Geschichte
Bereits Bischof Bernward (993–1022) hatte für den Dom (später ebenso für die Kirche von St. Michael) einen großen Radleuchter gestiftet. Nach dem Brand des Altfrid-Doms ließ Bischof Hezilo unter Verwerfung der Domneubaupläne seines Vorgängers Azelin den alten Dom mit Veränderungen wieder aufbauen und in dessen Langhaus eine „goldschimmernde Leuchterkrone“ aufhängen. Noch ist nicht erforscht, welche Bedeutung dabei dem bernwardinischen Vorgänger (Vita Bernwardi c.8) zukam.

## Bedeutung
Die Idee des Leuchters ist das Bild einer schwebenden Stadt: nach der Inschrift das himmlische Jerusalem als Ziel des alten und neuen Bundes, duftend vom Wohlgeruch der Tugenden, bevölkert von den Heiligen, erleuchtet von Gott selbst, der Quelle alles Lichts. Der Typus Jerusalemleuchter leitet sich her vom großen Radleuchter über dem Golgota der Grabeskirche. Für einen unmittelbaren Bezug zu Jerusalem sprechen beim Heziloleuchter zudem islamische Elemente, die in seiner Ornamentik zu finden sind. Der Heziloleuchter war bis ins 19. Jh. liturgischer Mittelpunkt des Doms. Unter der erleuchteten Krone fanden Gottesdienste statt. Der Ort bezeichnete Ausgang und Ziel der großen Prozessionen des Domkapitels an den Sonn- und Feiertagen. Dabei gibt es Hinweise auf liturgischen Tanz. Der Heziloleuchter fungierte auch als Rechtssymbol. Verletzungen der Souveränität des Bistums wurden unter ihm feierlich beigelegt.

## Inschrift
Durch die Restaurierungen der frühen Neuzeit ist die Inschrift in der Abfolge der Verse heute stark verändert. Auch ist der Stiftername „Hezilo“ in späterer Schrift geschrieben. Die älteste erhaltene Abschrift in einem Manuskript um 1500 lautet:
+URBS EST SUBLIMIS MIRIS FABRICATA FIGURIS

VNDIQVE PERFECTA FIDEI COMPAGINE IVNCTA

GERMINE VIRTVTVM QVAE MIRE SVRGIT IN ALTVM

AVCTORES OPERIS TOGA VESTIT CANDIDA PACIS

IN VIRTVTE SVA SOLIS SOL LVCET IN ILLA

ET SOLIVM REGNI CORDIS LOCAT IN PENETRALI

CVIVS VESTIBVLO VETVS ET NOVVS EXCVBAT ORDO

MISTICA DISCERNIT TENET ASPICIT OMNIA NOVIT

FLORIBVS HIC VIVIS ANIMARUM CVRIA LVCIS

ANTE DEI FACIEM DIVINUM SPIRAT ODOREM

HOS PATER ET VERBVM CIVES ET SPIRITVS HORVM

VNVS ET IPSE REGIT QVI QVOD SVNT IPSE CREAVIT

+ MATER IVSTITIAE VIA VITAE GRATIA CVLPE

ISTIVS ORNATVS PIA VIRGO SUSCIPE MVNVS

ETQUE DO (et quod?) PARS ONERIS PER TE QVOQVE PARS SIT HONORIS

DA PATER ETERNE PATRIS VNICE SPIRITVS ALME

VT PRVDENS FORTIS IVSTVS MODERAMINE MITIS

HIC SERAT ATQVE METAT QVOD LUCIS IN HORREA CEDAT

ET SPES ATQVE FIDES ET AMORIS VT ACTIO PERPES

HVNC REGAT AD SPECIEM DAT PACIS VISIO PACEM

CONSVMENS IGNIS CONSVMAT ET OMNIA CARNIS

NE CAREAT PATRIA VIA LABILIS VRGEAT ISTA

SED MVNDVS CORDE SANCTVS ET IVSTVS IN ORE

SIT ODOR SPONSO SVPER OMNIA BALSAMA CHRISTO
Dies ist die hohe Stadt, aus wunderbaren Gestalten gefertigt,

überall im vollkommenen Gefüge des Glaubens verbunden,

die mit dem Spross der Tugenden wunderbar in die Höhe aufsteigt.

Die Urheber des Werks kleidet das weiße Gewand des Friedens.

In eigener Tugend leuchtet die Sonne der Sonne in ihr

und stellt den Thron des Königtums im Inneren des Herzens auf.

Im Vorplatz hält die alte und neue Abteilung Wache,

unterscheidet, hält und beschaut alle Geheimnisse.

Von lebendigen Blumen der Seelen ein Hof des Licht atmet hier

vor dem Angesicht Gottes göttlichen Wohlgeruch.

Diese Bürger regiert der Vater und das Wort und deren Geist,

einer und derselbe, der geschaffen hat, was sie sind.

Mutter der Gerechtigkeit, Weg des Lebens, Gnade für die Schuld,

Gütige Jungfrau, nimm das Geschenk dieses Schmucks auf,

und was Teil der Last ist, möge durch dich auch Teil der Ehre sein.

Gib ewiger Vater, des Vaters Eingeborener, labender Geist,

dass der Kluge, Starke, Gerechte, und im Lenken Milde

hier säe und ernte, was in die Scheuer des Lichts kommt.

Und Hoffnung, Glaube und Handeln der Liebe

möge ihn zur Schau führen. Der Anblick des Friedens gibt Frieden.

Das verzehrende Feuer möge auch alles Fleischliche verzehren,

dass er seine Heimat nicht entbehre und jener schwankende Weg ihn nicht in Bedrängnis bringe, sondern rein im Herzen, heilig und gerecht im Reden,

sei er dem Bräutigam Christus ein Wohlgeruch über Balsam hinaus.

## Restaurierung
Im 16., zu Anfang des 19. und des 20. Jahrhunderts wurden Restaurierungsarbeiten durchgeführt. Im Zweiten Weltkrieg wurde der Heziloleuchter zerlegt und ausgelagert. Bis zur Zerstörung des Doms 1945 hing der Heziloleuchter im Langhaus. Nach dem Wiederaufbau des Doms erhielt er 1960 einen Platz in der Vierung über dem Hochaltar. Der Leuchter wurde 2002 bis 2007 erneut aufwändig restauriert und kehrte 2014 an seinen ursprünglichen Platz im Langhaus zurück.

## Nachbildung

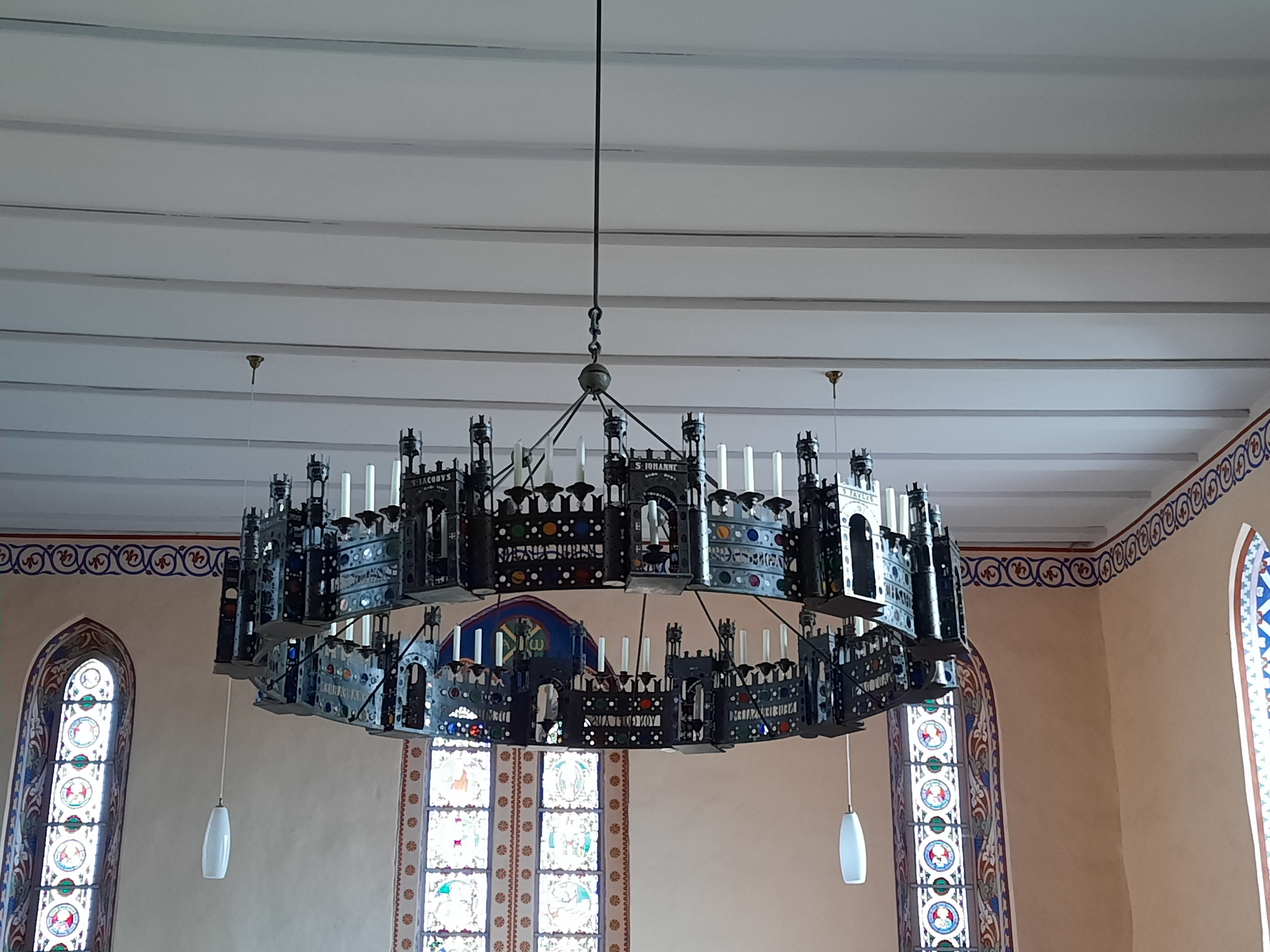
Radkronleuchter Dorfkirche Radensleben

Der erste Staatskonservator für die Denkmale in Preußen und Schinkel-Schüler, Ferdinand von Quast (1807–1877) ließ für seine Guts- und Patronatskirche in Radensleben in der damaligen Grafschaft Ruppin eine Nachbildung des Hildesheimer Radleuchters fertigen. Nach Quasts eigenen Entwürfen wurde der Kircheninnenraum in den Jahren 1865–1870 umfassend neugestaltet.